# Парк «Сосновий бір»
Парк «Сосновий бір» — ботанічна пам'ятка природи місцевого значення на околиці села Олексіївка Жмеринського району Вінницької області. 
Оголошена відповідно до рішення 27 сесії Вінницької обласної ради 5 скликання від 10.12.2009 р. № 903. 
За фізико-географічним районуванням України (1968), територія ботанічної пам'ятки природи належить до Жмеринського району, Області Подільського Побужжя, Дністровсько-Дніпровської Лісостепової зони.
Охороняється красивий ландшафтний парк створений паном Рудницьким у ХІХ ст., в якому зростають хвойні насадження.
За геоморфологічним районуванням України, територія ботанічної пам'ятки природи належить до Жмеринської слабо розчленованої лесової височини, Волинсько-подільської височини. Геологічно територія належить до фундаменту Українського кристалічного щита, що представлений ранньопротерозойськими складчастостями: вапняки, піски, глини. Осадкові відклади, що перекривають кристалічний фундамент прилучені до неогенової системи і складені сіро-зеленими, місцями жовтими, глинами.
Ґрунтовий покрив характеризується легкоглинистими та сірими опідзоленими ґрунтами.
Територія знаходиться в межах рівнинної атлантико-континентальної області помірного кліматичного поясу. Клімат території помірно континентальний. Для
нього є характерним тривале нежарке літо, і порівняно недовга, м'яка зима. Середня температура січня становить — 6°С, а липня становить + 19°С. Річна кількість опадів становить від 575 до 600 мм.

## Галерея

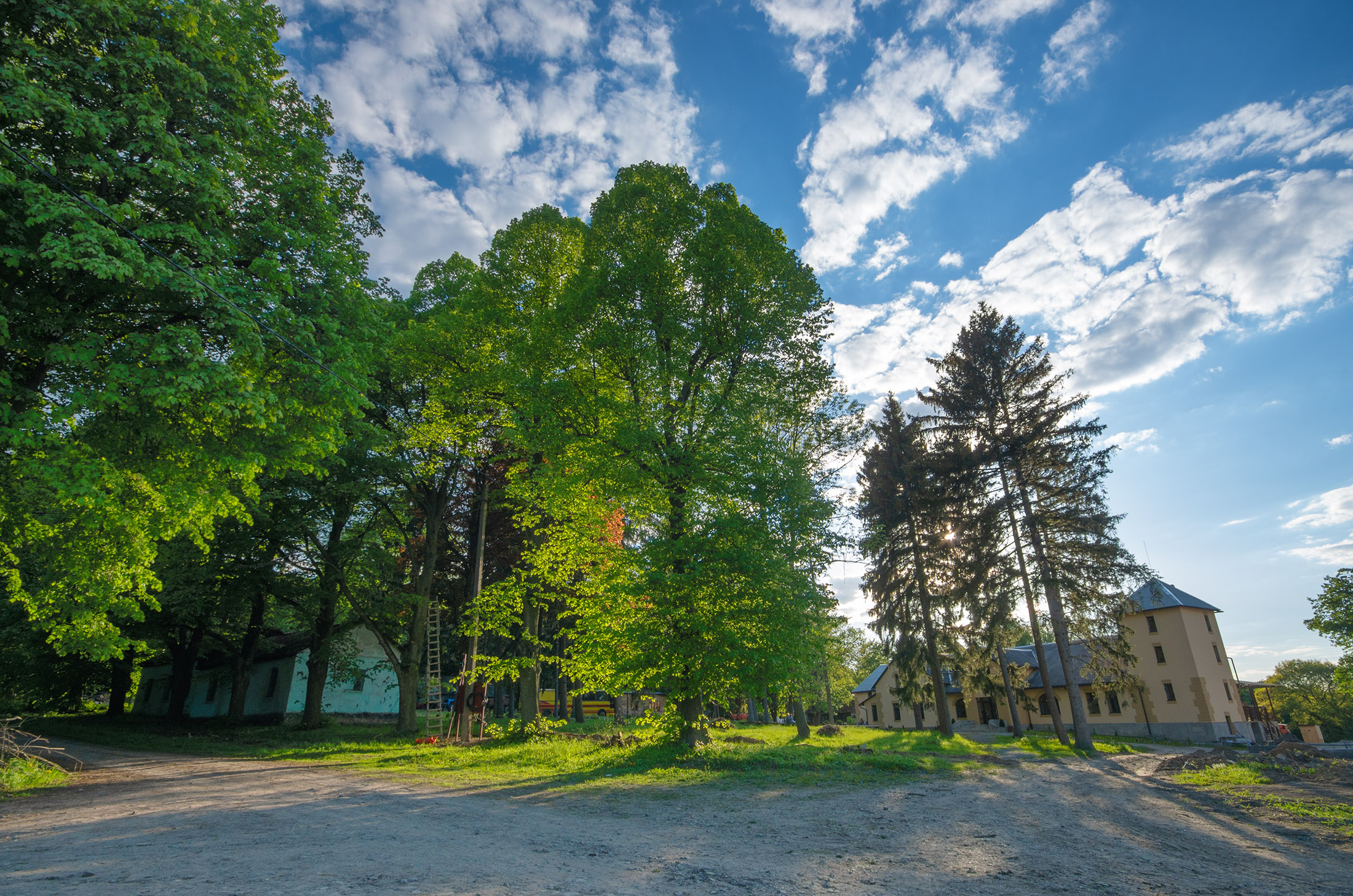
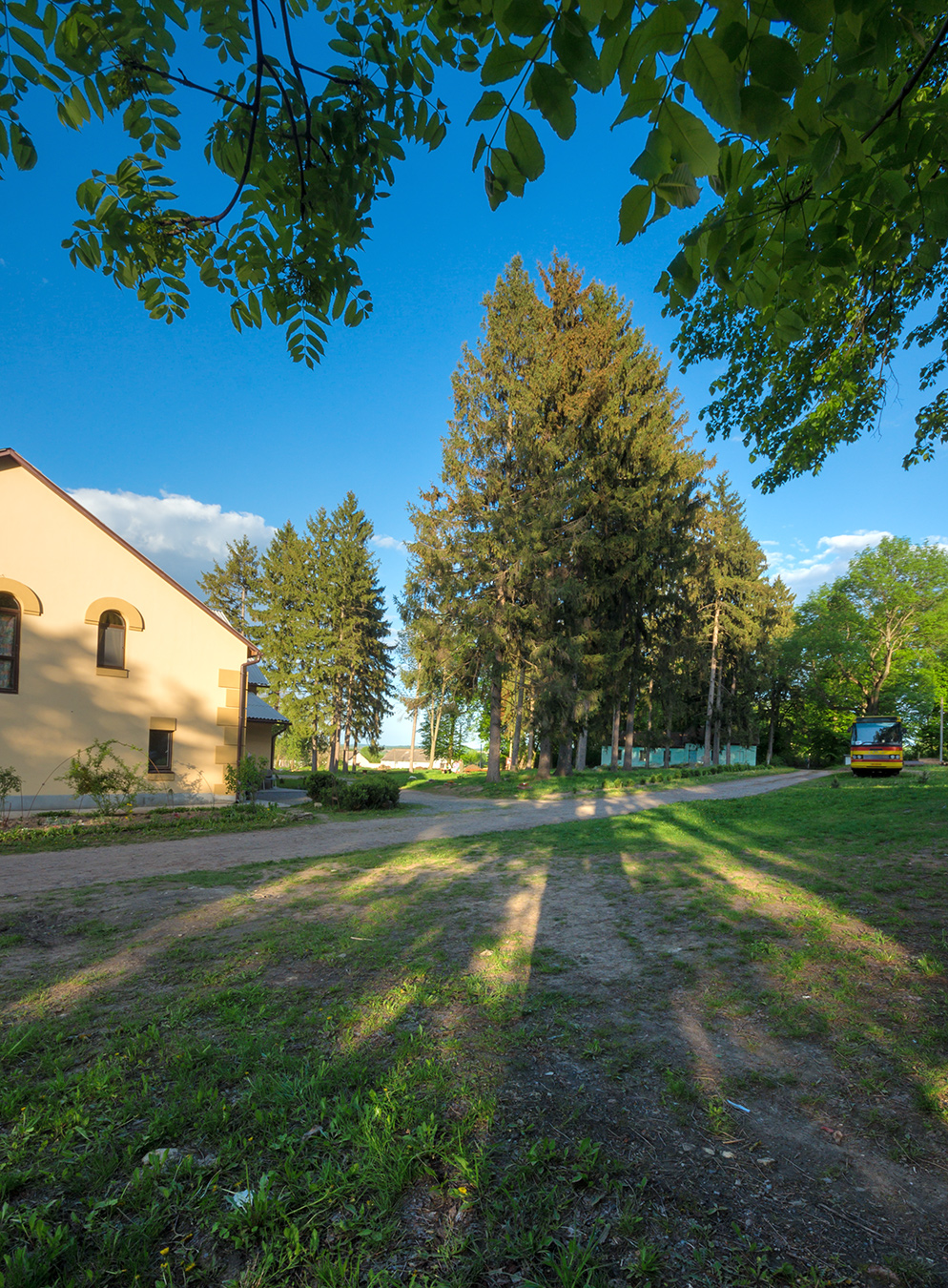